# Campeonato Carioca de Futebol de 1958
O Campeonato Carioca de Futebol de 1958 foi a 60.ª edição do torneio. O Vasco da Gama sagrou-se campeão.

## História
Num campeonato marcado pela regularidade, Vasco, Botafogo e Flamengo decidiram o título entre os três,
por isso o nome do campeonato ficou conhecido como o 'Super-Super-Campeonato Carioca', já que os esses times necessitaram de três fases em quatro turnos para desempatarem a disputa, extremamente competitiva entre eles.
Depois de dois turnos e 132 jogos, Vasco, Botafogo e Flamengo chegavam ao fim da competição em igualdade de pontos ganhos (32) e exatamente com a mesma campanha: 14 vitórias, 4 empates e 4 derrotas. Mesmo tendo permanecido na liderança isolada durante quase todo o campeonato, o Gigante da Colina foi cedendo terreno e, justamente nas duas últimas rodadas, foi derrotado pelos dois concorrentes, que com esses resultados acabaram por alcançá-lo no topo da tabela.
Estavam presentes naquele Carioca vários craques que tinham acabado de se consagrar para sempre depois da conquista do Copa do Mundo na Suécia. Do time titular na partida final em Estocolmo, nada mais, nada menos do que sete jogavam no trio que disputou a decisão extra: Orlando, Bellini e Vavá (Vasco); Nilton Santos, Didi e Garrincha (Botafogo); e Zagallo (Flamengo). Este último clube ainda tinha Joel e Dida, que atuaram nos dois primeiros encontros, e Moacir, que não chegou a atuar.
Depois de mais um empate na decisão extra (cada um venceu uma partida), um novo triangular foi necessário para que se conhecesse o campeão. Na primeira rodada, o Vasco encararia o Botafogo em uma espécie de revanche, já que fora o Alvinegro que lhe tirara a chance de levar a taça na semana anterior, na derrota por 1 a 0, quando um empate já lhe bastava. Mas dessa vez os cruzmaltinos levaram a melhor: 2 a 1! Na partida seguinte, o empate entre Fla e Bota acabou por beneficiar o time de São Januário, já que com isso, bastaria não ser derrotado pelo time rubro-negro no jogo final para ficar com o título. E numa tarde quente de domingo, num jogo pegado e violento, em que ocorreram três expulsões e o lateral
do Vasco e da Seleção Paulinho de Almeida ficou com a perna quebrada, o Vasco empatou com o Flamengo por 1x1, e se consagrou 
campeão carioca pela 12º vez.

## Classificação
| Classificação | Classificação | Classificação | Classificação | Classificação | Classificação | Classificação | Classificação | Classificação | Classificação |
| Pos           | Time          | PG            | J             | V             | E             | D             | GP            | GS            | SG            |
| ------------- | ------------- | ------------- | ------------- | ------------- | ------------- | ------------- | ------------- | ------------- | ------------- |
| 1             | Flamengo      | 32            | 22            | 14            | 4             | 4             | 61            | 23            | +38           |
| 1             | Botafogo      | 32            | 22            | 14            | 4             | 4             | 56            | 26            | +30           |
| 1             | Vasco da Gama | 32            | 22            | 14            | 4             | 4             | 51            | 28            | +23           |
| 4             | Fluminense    | 30            | 22            | 13            | 4             | 5             | 40            | 18            | +22           |
| 5             | America       | 28            | 22            | 12            | 4             | 6             | 50            | 32            | +18           |
| 6             | Bangu         | 23            | 22            | 9             | 5             | 8             | 32            | 31            | +1            |
| 7             | Portuguesa    | 20            | 22            | 9             | 2             | 11            | 42            | 50            | -8            |
| 8             | São Cristóvão | 18            | 22            | 7             | 4             | 11            | 29            | 49            | -20           |
| 9             | Madureira     | 15            | 22            | 6             | 3             | 13            | 32            | 44            | -12           |
| 10            | Canto do Rio  | 14            | 22            | 6             | 2             | 14            | 27            | 46            | -19           |
| 11            | Bonsucesso    | 13            | 22            | 4             | 5             | 13            | 30            | 53            | -23           |
| 12            | Olaria        | 7             | 22            | 2             | 3             | 17            | 21            | 71            | -50           |

## Supercampeonato
| Classificação | Classificação | Classificação | Classificação | Classificação | Classificação | Classificação | Classificação | Classificação | Classificação |
| Pos           | Time          | PG            | J             | V             | E             | D             | GP            | GS            | SG            |
| ------------- | ------------- | ------------- | ------------- | ------------- | ------------- | ------------- | ------------- | ------------- | ------------- |
| 1             | Vasco da Gama | 2             | 2             | 1             | 0             | 1             | 2             | 1             | +1            |
| 1             | Botafogo      | 2             | 2             | 1             | 0             | 1             | 2             | 2             | 0             |
| 1             | Flamengo      | 2             | 2             | 1             | 0             | 1             | 1             | 2             | -1            |

## Supersupercampeonato
| Classificação | Classificação | Classificação | Classificação | Classificação | Classificação | Classificação | Classificação | Classificação | Classificação |
| Pos           | Time          | PG            | J             | V             | E             | D             | GP            | GS            | SG            |
| ------------- | ------------- | ------------- | ------------- | ------------- | ------------- | ------------- | ------------- | ------------- | ------------- |
| 1             | Vasco da Gama | 3             | 2             | 1             | 1             | 0             | 3             | 2             | +1            |
| 2             | Flamengo      | 2             | 2             | 0             | 2             | 0             | 3             | 3             | 0             |
| 3             | Botafogo      | 1             | 2             | 0             | 1             | 1             | 3             | 4             | -1            |

O Vasco foi o vencedor do  de um Campeonato Carioca com outros dois finalistas após empate no campeonato regular, o Supersupercampeonato carioca de 1958.